# Baten Kaitos (Stern)
Baten Kaitos (von arabisch batn qaytus ‚Bauch des Meerungeheuers‘) ist der Name des Sterns ζ Ceti (Zeta Ceti) im Sternbild Walfisch. 
Der gelblich leuchtende Baten Kaitos gehört der Spektralklasse K0 IIIBa0.1 an und ist ca. 260 Lichtjahre von der Sonne entfernt (Hipparcos-Datenbank). Seine scheinbare Helligkeit beträgt +3,9 m.